# The Crowded Room
The Crowded Room, ou Au milieu de la foule au Québec, est une mini-série américaine en dix épisodes d'environ 46 minutes créée par Akiva Goldsman et diffusion du 9 juin au 28 juillet 2023 sur Apple TV+. Elle est inspirée du roman The Minds of Billy Milligan (en) de Daniel Keyes, publié en 1981 aux États-Unis.

## Synopsis
Danny Sullivan est arrêté à la suite de son implication dans une fusillade à New York en 1979. 

## Distribution

### Acteurs principaux
- Tom Holland (VF : Hugo Brunswick) : Danny Sullivan
  - Zachary Golinger : Danny Sullivan, jeune
- Amanda Seyfried (VF : Marie-Eugénie Maréchal) : Rya Goodwin
- Emmy Rossum (VF : Anne Tilloy) : Candy Sullivan
- Will Chase (VF : Laurent Maurel) : Marlin Reid
- Sasha Lane (VF : Claire Bouanich) : Ariana
- Lior Raz (VF : Serge Biavan) : Yitzhak

### Acteurs secondaires
- Christopher Abbott (VF : Thibaut Lacour) : Stan Camisa
- Jason Isaacs (VF : Bernard Gabay) : Jack Lamb
- Levon Hawke (VF : Gabriel Bismuth-Bienaimé) : Jonny
- Thomas Sadoski (VF : Guillaume Lebon) : Matty Dunn
- Sam Vartholomeos (VF : Aurélien Raynal) : Mike
- Emma Laird (en) (VF : Camille Timmerman) : Annabelle
- Henry Eikenberry : Doug
- Henry Zaga : Philip
- Laila Robins (VF : Juliette Degenne) : Susie
- Thomas Parobek : Ezra

 Source et légende : version française (VF) sur RS Doublage

## Production
Le tournage de la série démarre le 31 mars 2022 et s'achève en septembre 2022, il a lieu à New York et notamment au Rockefeller Center.

## Épisodes
1. Exode (Exodus)
2. Sanctuaire (Sanctuary)
3. Meurtre (Murder)
4. Londres (London)
5. Sauveur (Savior)
6. Rya
7. The Crowded Room
8. Réunion (Reunion)
9. Famille (Family)
10. Jugement (Judgment)